# Tantilla armillata
Tantilla armillata är en ormart som beskrevs av Cope 1876. Tantilla armillata ingår i släktet Tantilla och familjen snokar. Inga underarter finns listade i Catalogue of Life.
Arten förekommer i Centralamerika från Guatemala till Panama. Honor lägger ägg.